# Blaž Podmanicki
Blaž Podmanicki, Blaž Mađar (Magjar) (mađ. Magyar Balázs, lat. Blasius Magyar) (u. Košice, 1490.), hrvatsko-ugarski vojni zapovjednik i visoki hrvatski državni dužnosnik. Obnašao dužnost bana Bosne, Dalmacije, Hrvatske i cijele Slavonije i sedmogradskog vojvode (1472. – 1475.).
Bio je zapovjednik pod Ivanom Hunjadijem. i kraljev vojvoda. Uspješno ratovao za kralja Matiju Korvina (1458. – 1490.) u ratu protiv Frankapana po zapadnoj Hrvatskoj. Jedan od vođa Crne čete.
Za vrijeme kraljevanja Matije Korvina, obnašao dužnost hrvatskog i slavonskog bana 1470. – 1472. i 1482. godine. Na dužnost bana došao je nakon niza smjena u kratkom razdoblju. Godine 1466. kralj je smijenio Nikolu Iločkog s mjesta bana Slavonije, a za bana Dalmacije, Hrvatske i Slavonije stavio je Ivana Thuza od Laka s kojim je usporedno banom Slavonije bio Jan Vitovec. Nakon Vitovčeve smrti 1468. godine, Thuz od Laka banuje sam, početkom 1469. za podbana dobiva pečuškog biskupa Ivana Česmičkog koji skupa banuju do veljače 1470. godine. Tada je kralj smijenio obojicu, a za bana Bosne, Dalmacije, Hrvatske i cijele Slavonije postavio je Podmanickog. Dužnost je obnašao sam do proljeća 1471., kad kraljevom odlukom za sudruga u službi dobiva dotadašnjeg kraljičina rizničara Damjana Horvata od Litve. Skupa obnašaju dužnost za ta područja do sredine 1471., kad je banstvo nad Bosnom izdvojeno iz njihove nadležnosti i dodijeljeno Nikoli Iločkom koji je postao izabrani kralj Bosne. Ostala područja Podmanicki i Horvat vode do kraja 1471. godine. Sljedeći nadnevak koji govori o promjeni banstva je veljača 1472., kad izabrani kralja Bosne Nikola Iločki s Damjanom Horvatom skupa obnaša dužnost bana Dalmacije, Hrvatske i Slavonije. Još poslije u travnju 1472. nalazi se povijesne dokumente gdje se Podmanickog naziva banom Dalmacije i Hrvatske, no najvjerojatnije iz povijesnih razloga.
Kći Benigna udala se za Pavla Kinižija.